# Aßling
Aßling is een gemeente in de Duitse deelstaat Beieren, en maakt deel uit van de Landkreis Ebersberg.

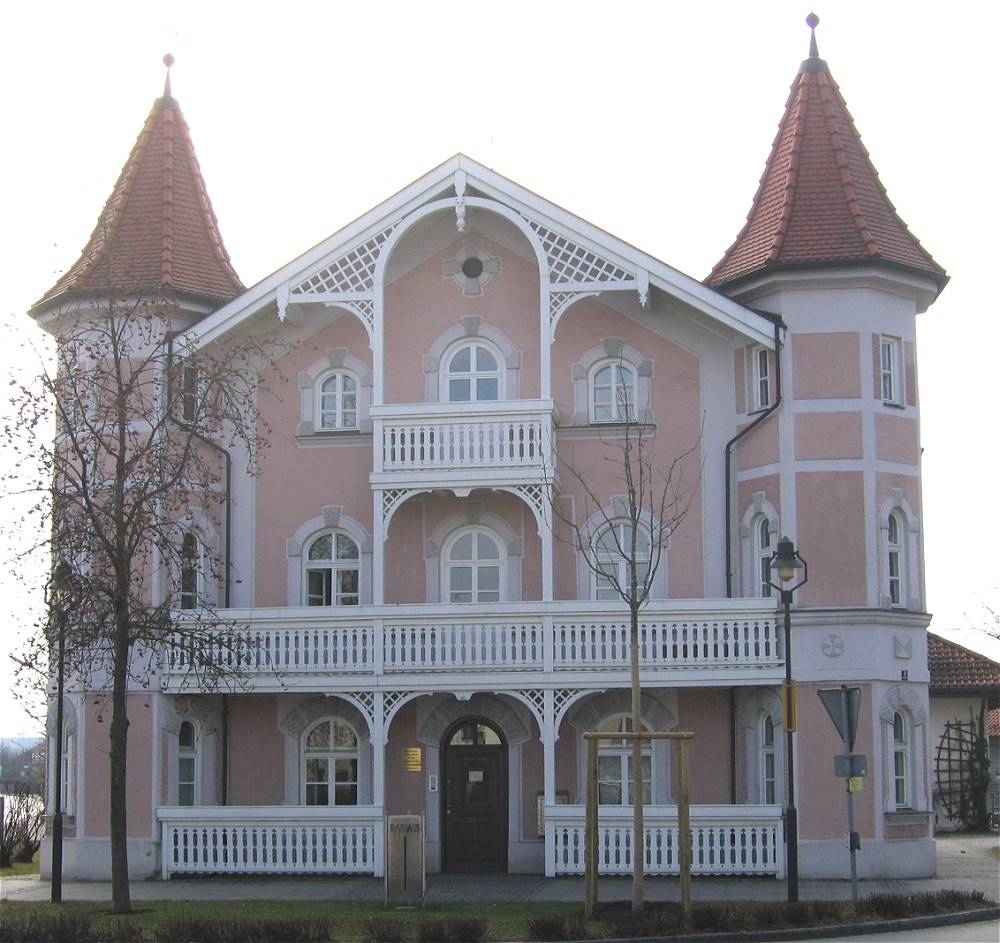
Gemeentehuis

Aßling telt 4.554 inwoners.
Met de twee oostelijke buurgemeenten Frauenneuharting en Emmering bestaat een nauwe bestuurlijke samenwerking binnen de Verwaltungsgemeinschaft Aßling, waarvan het bestuur in het gemeentehuis te Aßling zetelt.

## Geografie, geologie
Aßling ligt in de Vooralpen van Opper-Beieren, binnen de invloedssfeer van de 40 km noordelijker gelegen stad München.
De Attel, een bijna 40 km lang linker zijriviertje van de Inn, doorkruist de gemeente.

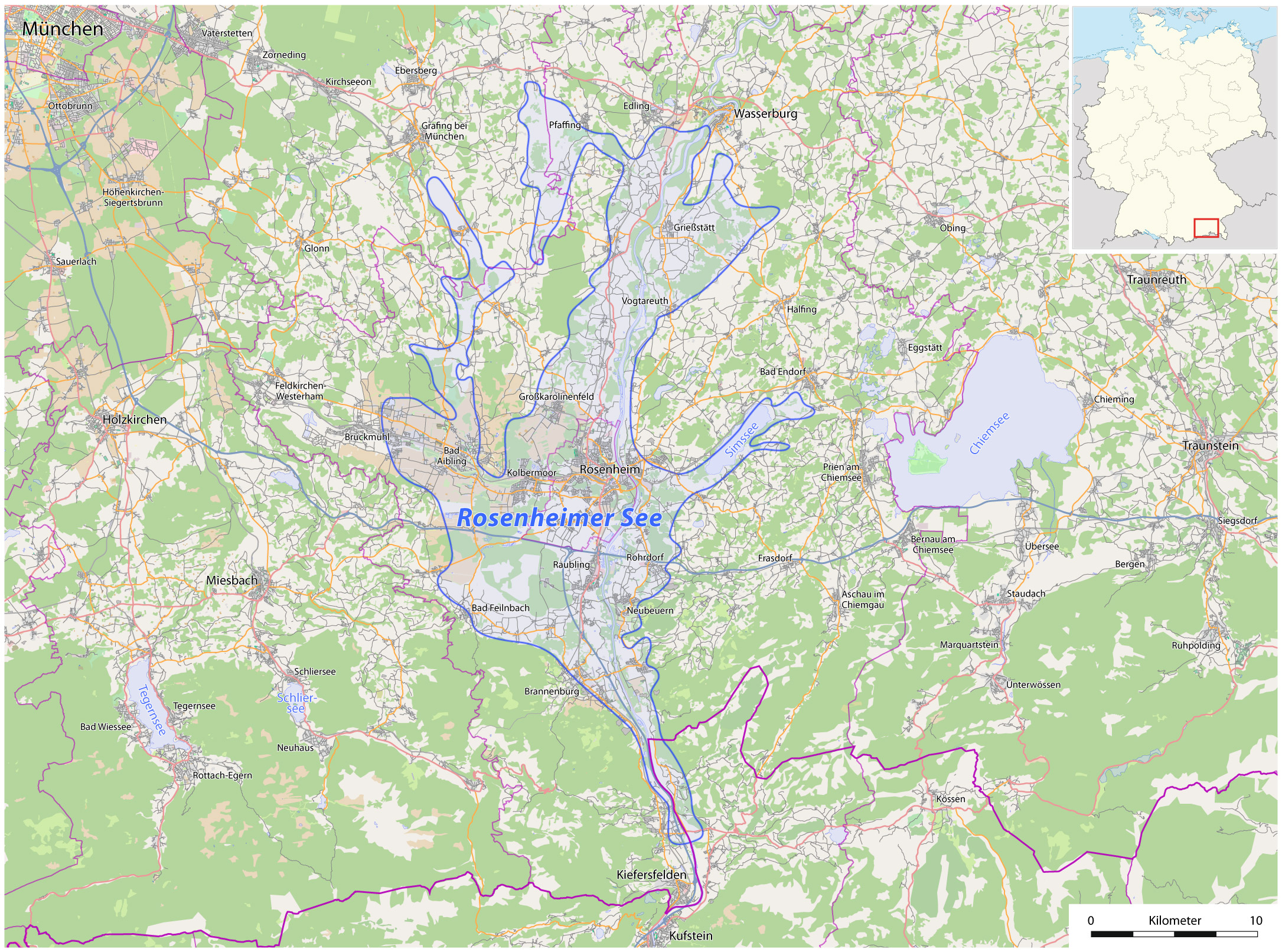
Maximale uitbreiding Rosenheimer See

De gemeente ligt in het uiterste noordwesten van het zogenaamde Rosenheimer Becken. Aan het eind van het Würm Glaciaal, ca. 10.000 jaar vóór de jaartelling, smolten gletsjers in het dal van de Inn. Door de overstroming ontstond een circa 420 km2 groot meer, de Rosenheimer See. In de eeuwen daarna verlandde dit meer en ontstond een dikke laag veen, ongeveer 450 meter boven zeeniveau gelegen.

### Indeling van de gemeente
Aßling bestaat officieel uit 35 Gemeindeteile:
- het parochiedorp (Pfarrdorf) Aßling
- de 5 kerkdorpen (Kirchdörfer) Dorfen, Loitersdorf, Lorenzenberg, Niclasreuth en Steinkirchen
- de 5 dorpen zonder eigen kerkgebouw Längholz, Niederreit, Obereichhofen, Pörsdorf en Untereichhofen
- de 8 gehuchten (Weiler) Haar, Hochreit, Holzen, Langkofen, Martermühle, Obstädt, Pfadendorf en Sonnenreit
- de 16 Einöden[2] Adelpolt, Ametsbichl, Ast, Bichl, Hainza, Osterwald, Pausmühle, Pürzelberg, Rammel, Setzermühle, Siegelmühle, Sixtenreit, Stelzenreit, Tegernau, Thaldorf en Wollwies

### Naburige plaatsen
- De twee oostelijke buurgemeenten Frauenneuharting en Emmering, binnen de Verwaltungsgemeinschaft Aßling
- In het noorden:Grafing bij München en Bruck
- In het westen: Baiern
- In het zuiden: Tuntenhausen

### Infrastructuur, economie

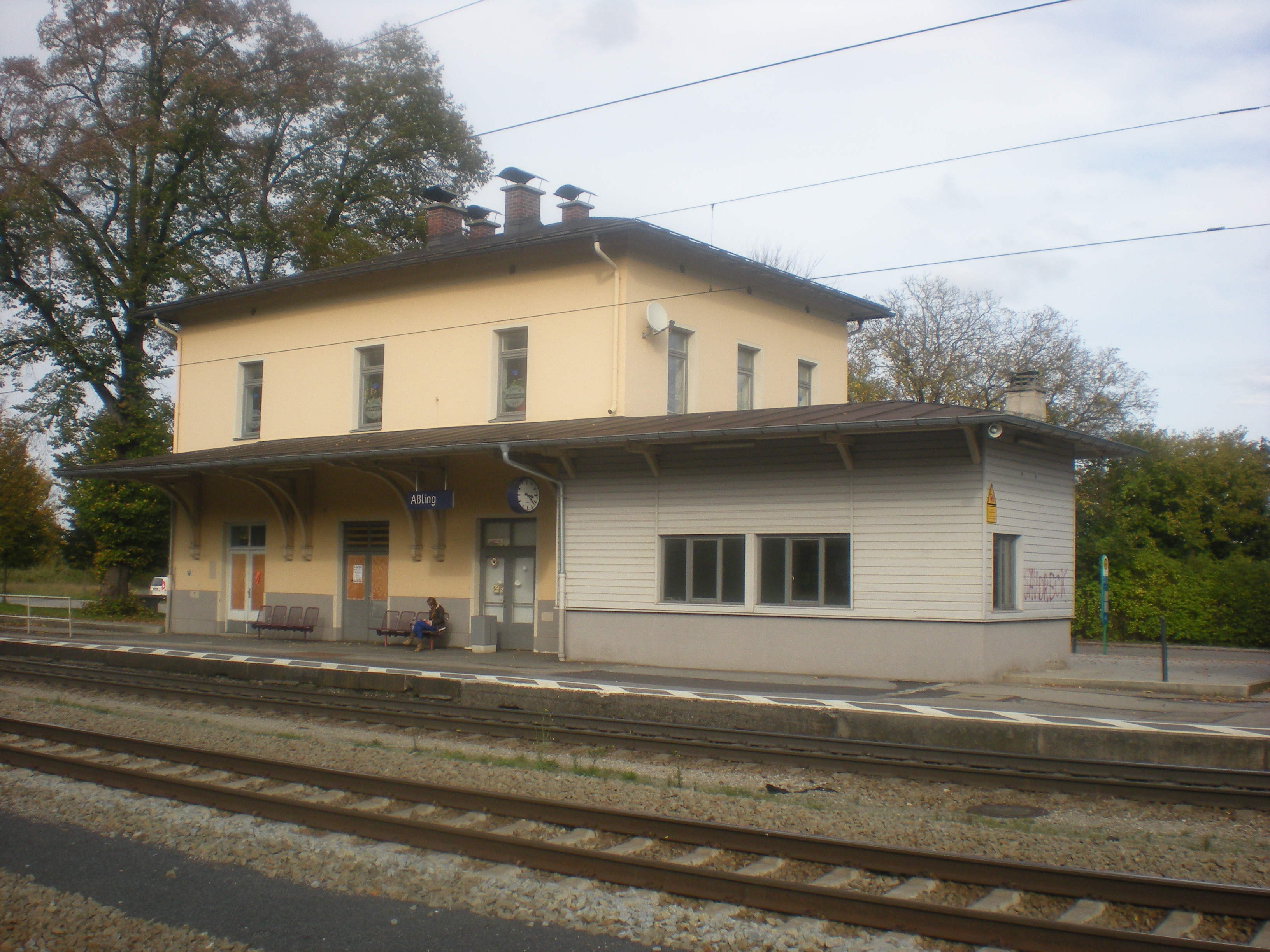
Station

De gemeente ligt aan de spoorlijn München - Rosenheim en heeft sinds 1871 een station. Dit station heet officieel Bahnhof Aßling (Oberbay). Enkele streekbussen van MVV GmbH uit München doen het dorp aan.
Snel- of hoofdwegen zijn er in de gemeente niet. Via Bundesstraße 304 kan men Grafing bij München bereiken; iets ten oosten van dit stadje begint de regionale weg Staatsstraße 2080, die zuidwaarts naar Aßling leidt.
De gemeente leeft van de land- en bosbouw en van enig midden- en kleinbedrijf. Relatief veel inwoners zijn woonforensen, die een baan in een stad in de nabije omgeving hebben.

### Geschiedenis
In 778 wordt Aßling als Azzalinga voor het eerst in een document vermeld. Op 500 m ten noordoosten van de dorpskern stond in de middeleeuwen op een 50 m hoge heuvel het kasteel Aßling. Hiervan is nagenoeg niets bewaard gebleven. Afgezien van rooftochten in de 10e eeuw door Hongaren en in de 17e eeuw door Zweedse soldaten (in de Dertigjarige Oorlog), en van een golf van nooit opgehelderde brandstichtingen tussen 1927 en 1934, zijn er in Aßling tot aan de Tweede Wereldoorlog geen historische gebeurtenissen van betekenis overgeleverd.
Aan het eind van die oorlog (april 1945) werd de omgeving van het station van het dorp zwaar getroffen door geallieerde luchtbombardementen. Op 7 mei, 5 dagen na de verovering van Aßling door de geallieerden, kwamen drie kinderen uit het dorp om het leven. Ze hadden met handgranaten gespeeld, en die ontploften.
Op 16 juli 1945 gebeurde op de spoorlijn tussen Aßling en Elkofen, gemeente Grafing bij München, een ernstig spoorwegongeluk. Op de na de oorlog nog maar provisorisch in bedrijf zijnde spoorlijn reed een personentrein met houten wagons richting München Hauptbahnhof. Plotseling ging de locomotief kapot en de trein, met daarin 1.200 Duitse krijgsgevangenen, die door de United States Army nabij Hannover zouden worden vrijgelaten, bleef steken. Een goederentrein, beladen met Amerikaanse tanks, die mogelijkerwijze door een fout van de treindienstleider ten onrechte was doorgelaten, reed achterop de passagierstrein. Meer dan 100 van de krijgsgevangenen kwamen bij dit ongeluk om het leven. Bij het 3 km van de plaats van de ramp gelegen Oberelkofen, gemeente Grafing bij München, zijn 96 van de slachtoffers begraven op een Duits oorlogskerkhof. In 1962 werd daar een gedenkteken opgericht.
In 1964 werd bij Aßling een aardoliebron ontdekt en daarna door de firma Preussag geëxploiteerd. Toen het olieveld in de jaren-1990 was uitgeput, verrees hier het bedrijventerrein Am Ölfeld.

## Bezienswaardigheden

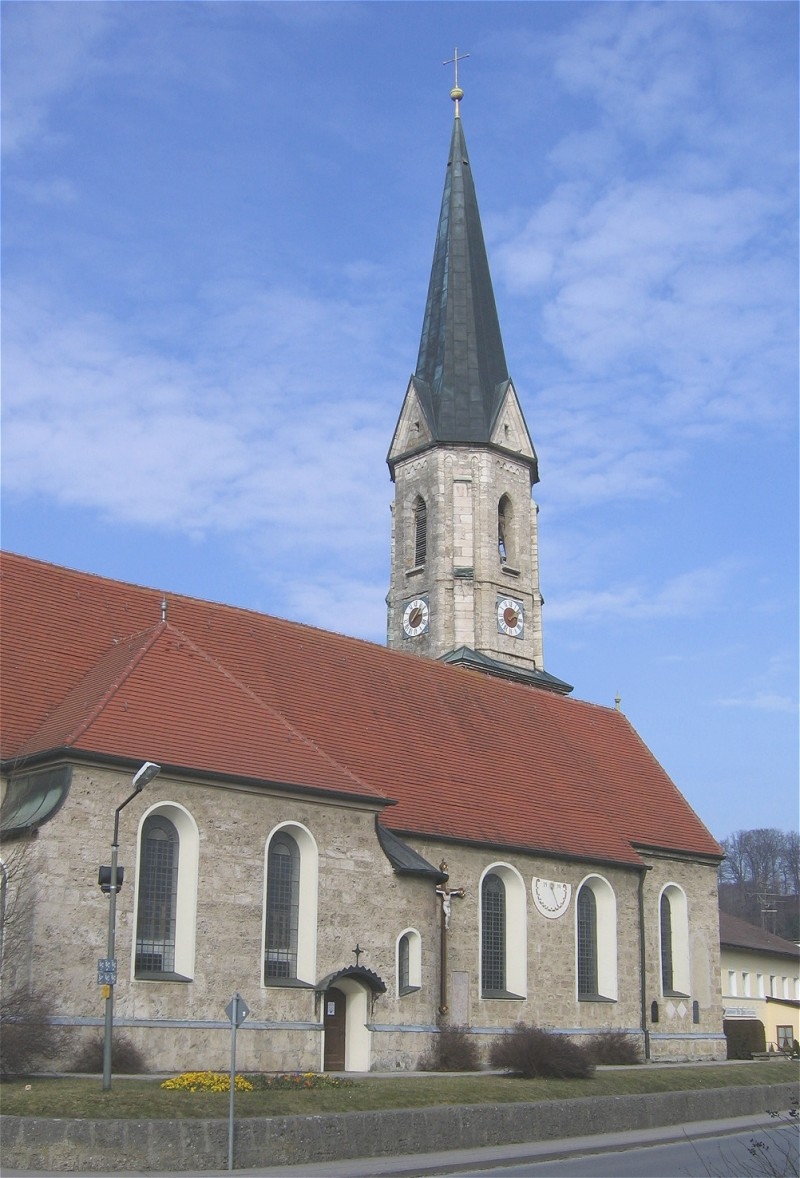
R.K. Sint-Joriskerk, Aßling (1592)
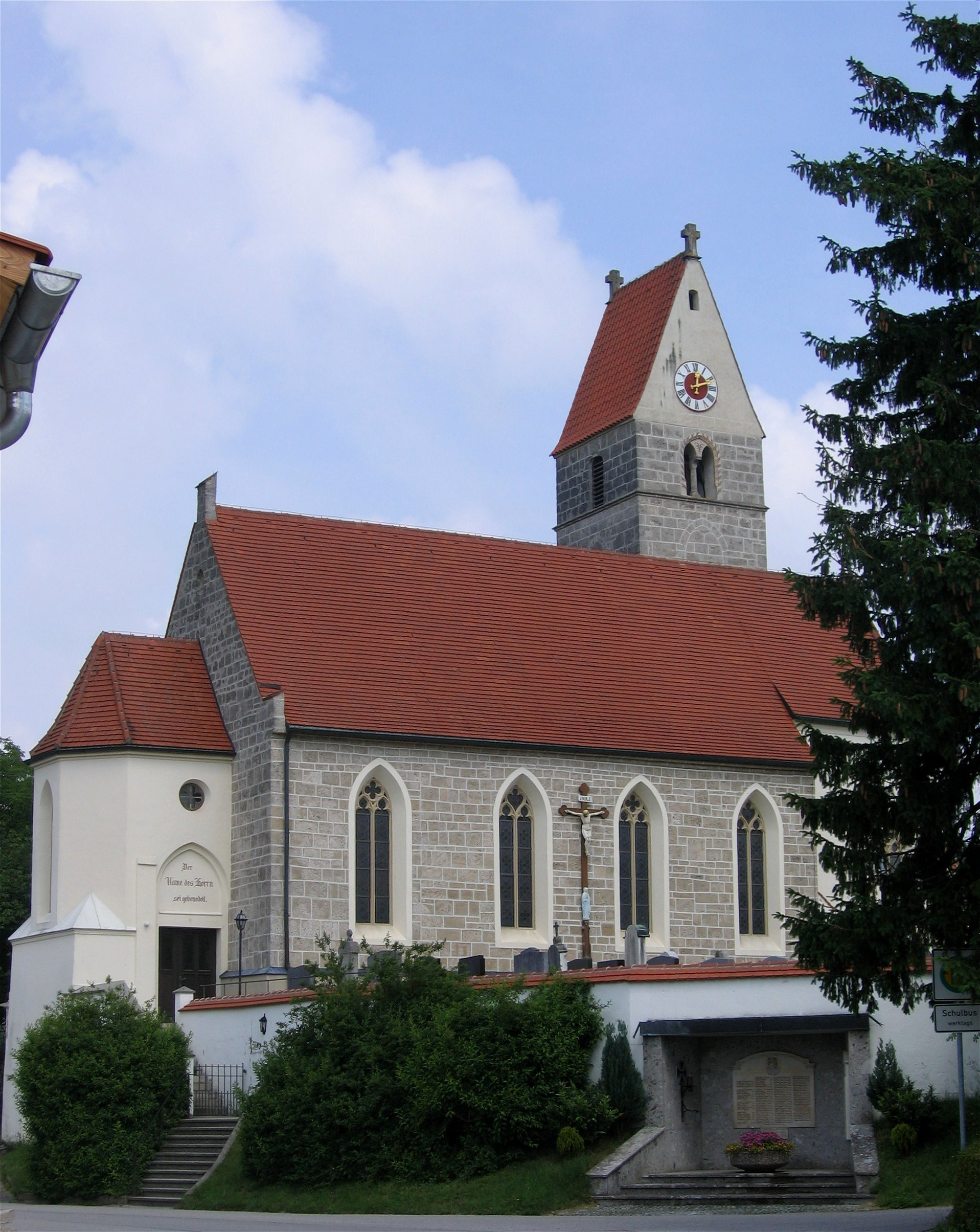
Aegidiuskerkje, Dorfen (1500)
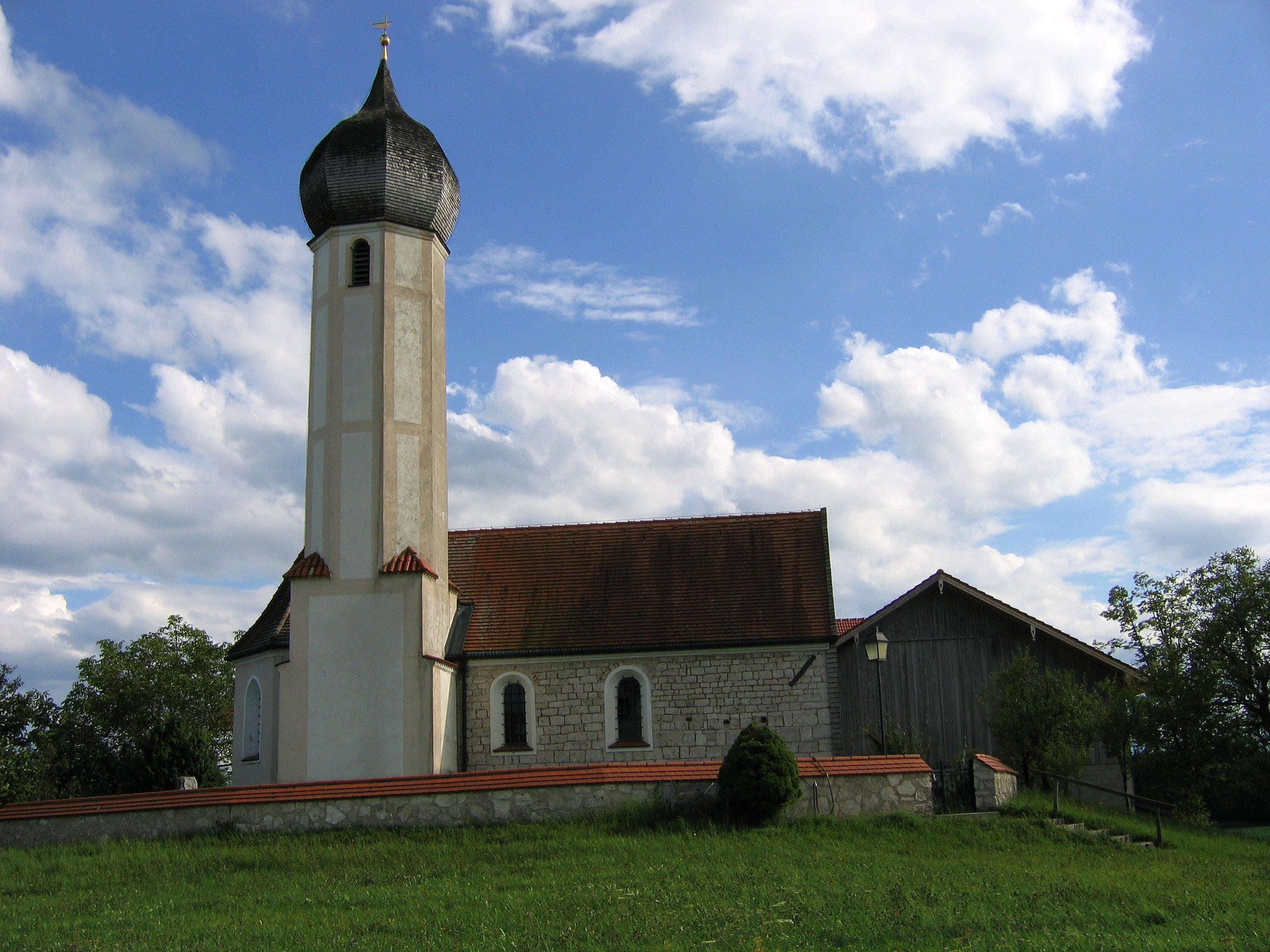
St. Laurenskerk, Holzen (15er eeuw)
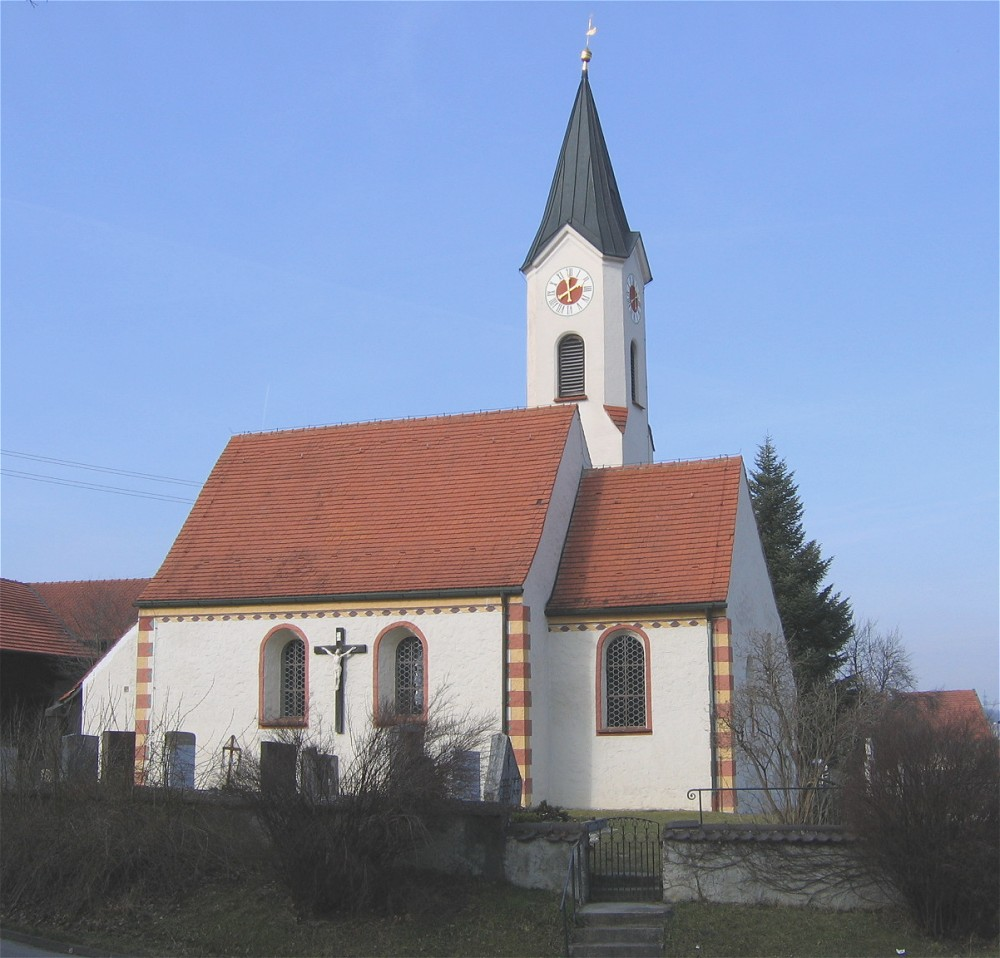
Kerkje van Lorenzenberg (romaans, plm. 1200)
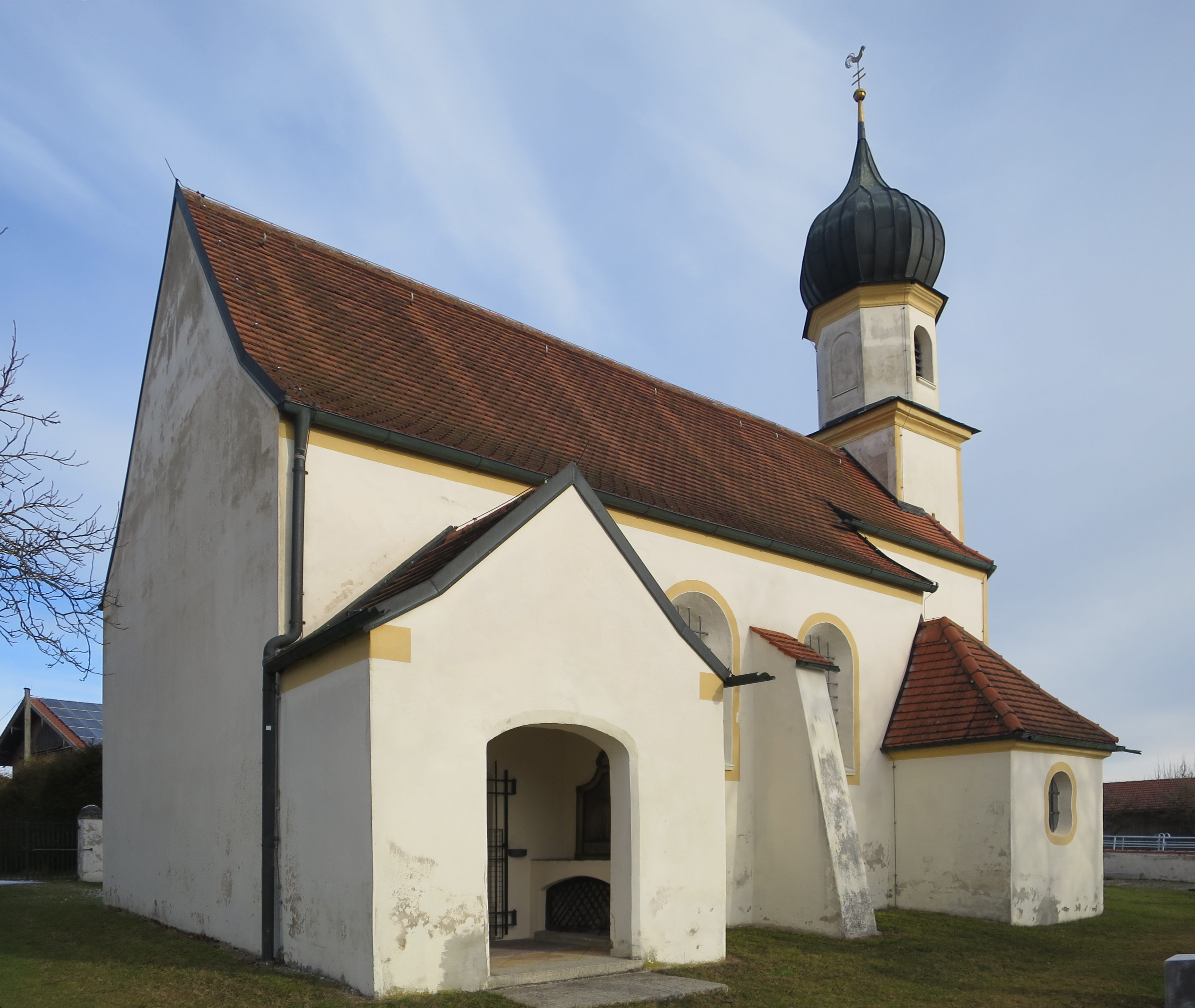
St. Ursulakerkje, Niclasreuth (18e eeuw)
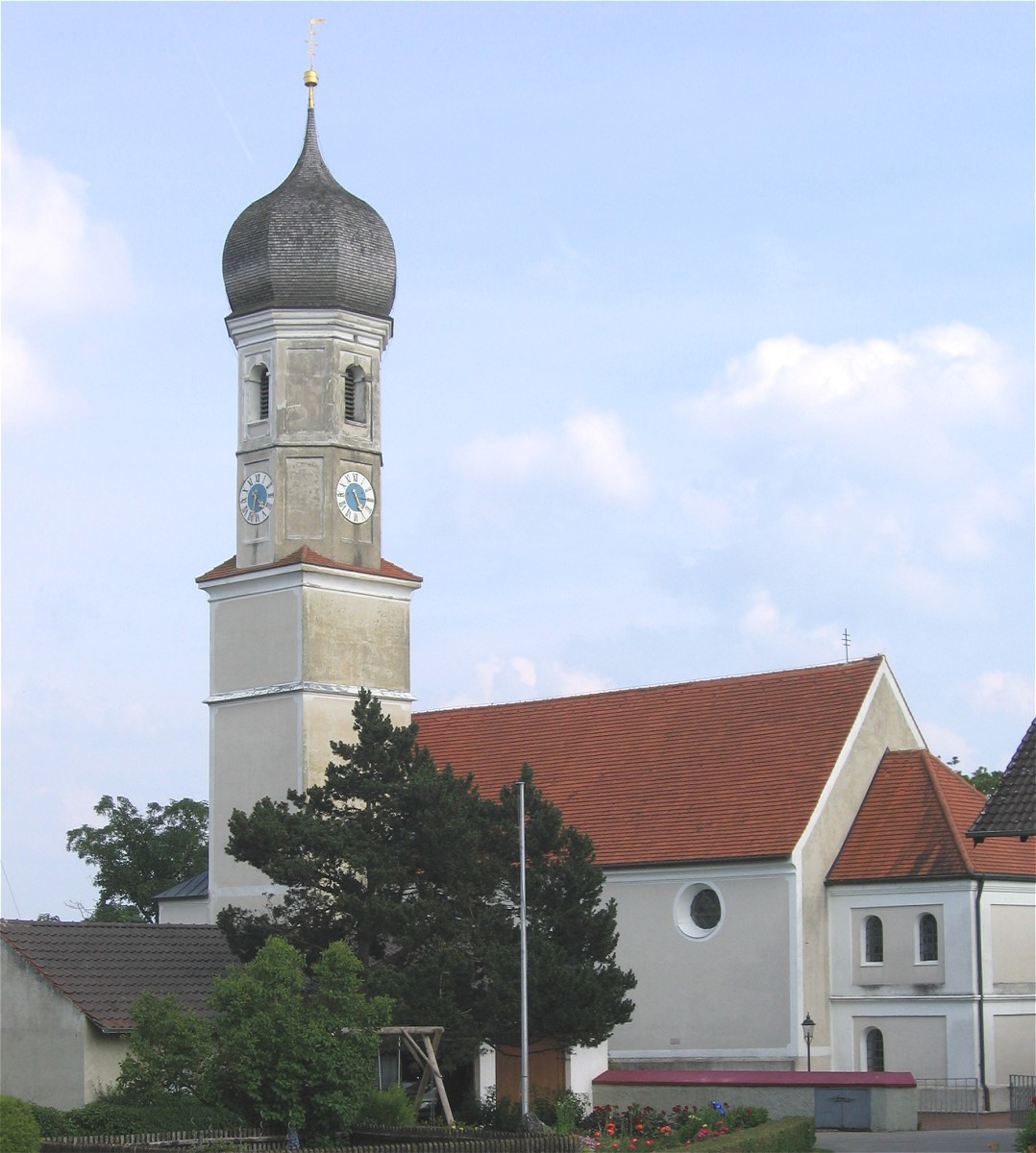
St. Maartenskerk, Steinkirchen (plm. 1500)
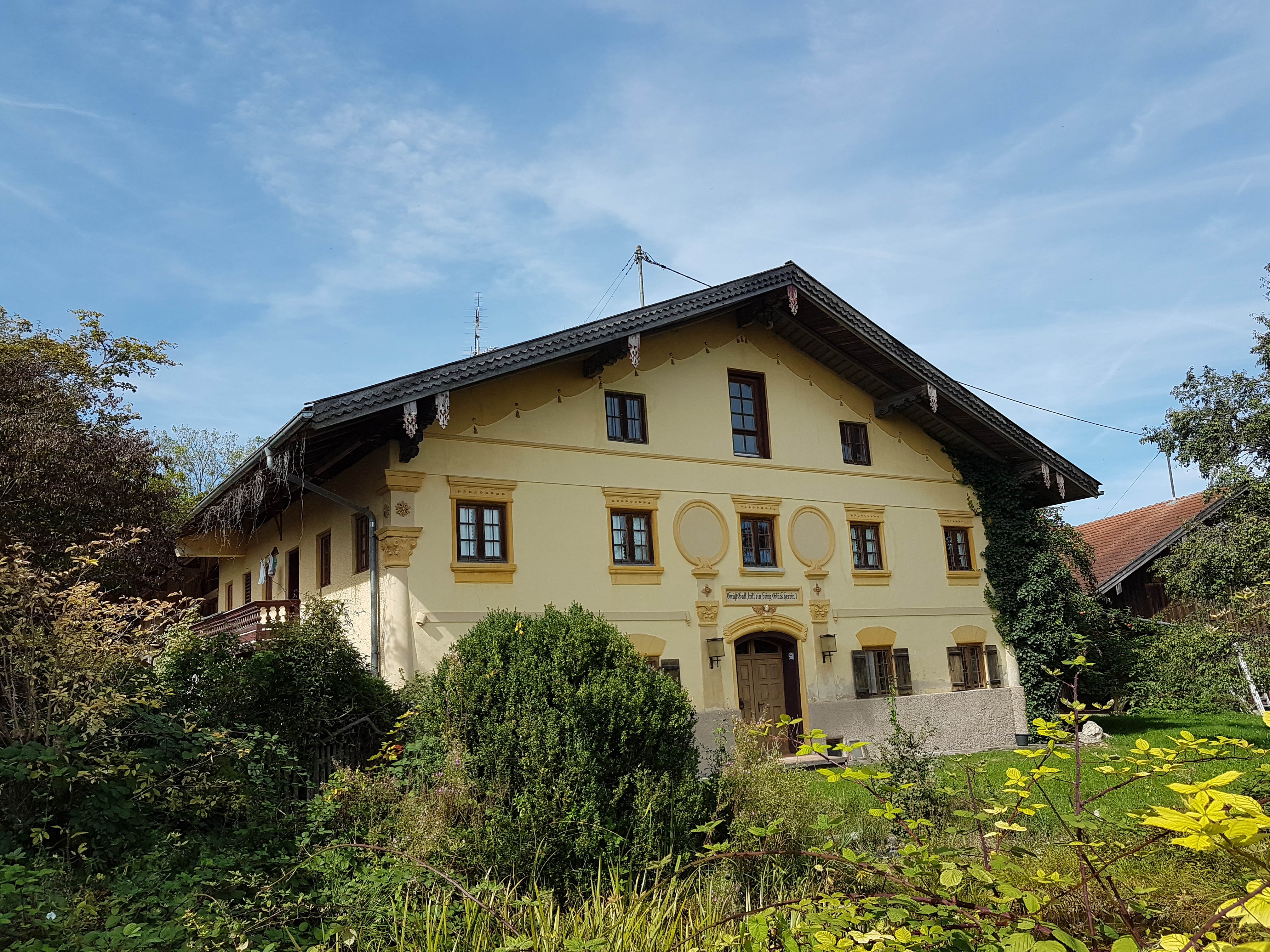
Voor de streek typische grote boerderij, Loitersdorf (1e kwart 19e eeuw)

In de gemeente staan enige architectonisch interessante, vaak barokke, meestal echter in de 19e en 20e eeuw ingrijpend verbouwde, rooms-katholieke dorpskerken. zie bovenstaande afbeeldingen.
In de omgeving van Aßling liggen enige bossen, die zich lenen voor een wandeling, o.a. het Rotter Forst, circa 9 km ten oosten van het dorp.
Anzing ·
Aßling ·
Baiern ·
Bruck ·
Ebersberg ·
Egmating ·
Emmering ·
Forstinning ·
Frauenneuharting ·
Glonn ·
Grafing bei München ·
Hohenlinden ·
Kirchseeon ·
Markt Schwaben ·
Moosach ·
Oberpframmern ·
Pliening ·
Poing ·
Steinhöring ·
Vaterstetten ·
Zorneding